# Фисюк, Александр Иванович
Александр Иванович Фисюк (бел. Аляксандр Іванавіч Фісюк; род. 13 августа 2003, Брест) — белорусский футболист, полузащитник брестского «Динамо». Выступает на правах аренды в долбизнянской «Ниве».

## Карьера

### «Динамо-Брест»

#### Начало карьеры
Воспитанник футбольной академии брестского «Динамо». В начале 2021 года футболист перешёл в брестское «Динамо-2», где стал выступать за дублирующий состав клуба. За основную команду брестского клуба футболист дебютировал 6 мая 2023 года в матче против гродненского «Немана», выйдя на замену на 89 минуте. Дебютный гол за клуб футболист забил 22 июля 2023 года в матче Кубка Белоруссии против гомельского «Бумпрома», реализовав пенальти. На протяжении сезона футболист был в клубе игроком замены, отличившись 2 забитыми голами в рамках Кубка Белоруссии. По итогу сезона футболист вместе с клубом завершил чемпионат на итоговом десятом месте и провёл 7 официальных игр.

#### Аренда в «Ниву» Долбизно
В феврале 2024 года футболист на правах арендного соглашения присоединился к долбизновской «Ниве» до конца сезона. Дебютировал за клуб футболист 6 апреля 2024 года в матче против минского «Динамо-2», выйдя на замену на 79 минуте.